# Parc éolien de West of Duddon Sands
Le parc éolien de West of Duddon Sands est un parc éolien en construction situé en mer d'Irlande. Son coût devrait être d'environ 1,6 milliard de livres.